# Strada statale 19 delle Calabrie
La strada statale 19 delle Calabrie (SS 19) è una strada statale italiana.

## Storia
La strada statale 19 venne istituita nel 1928 con il seguente percorso: "Battipaglia - Eboli - Innesto con la n. 94 presso Auletta - Sala Consilina - Lagonegro - Castrovillari - Spezzano - Cosenza - Soveria Mannelli - Tiriolo - Catanzaro - Innesto con la n. 106 a Catanzaro Marina.". Il percorso è stato poi altresì descritto con il seguente itinerario: Innesto con la S.S. n. 18 a Battipaglia - Eboli - Atena - Sala Consilina - Lagonegro - Tratto lago Sirino-stazione bivio Latronico in comune con la S.S. n. 104 - Tratto presso Castrovillari in comune con la S.S. n. 105 - Spezzano - Cosenza - Tratto Soveria Mannelli-bivio Bonacci in comune con la S.S. n. 109 - Tiriolo - Innesto con la S.S. n. 109 bis in loc. S.Antonio (Catanzaro). 
In seguito al decreto legislativo n. 112 del 1998, tra il 2001 e il 2002, il tratto Lagonegro - Catanzaro è stato declassato a strada provinciale e la gestione è passata dall'ANAS alla Regione Basilicata e Regione Calabria, che hanno ulteriormente delegato le competenze alle province di Potenza, Cosenza e Catanzaro.
Dal 1998 il tratto rimasto alla gestione ANAS si limita ai primi 109,600, da Battipaglia a Lagonegro. Nel 2018 il tratto finale della strada, dal km 277,960 (fine centro abitato di Cosenza al km 365,700 (innesto SS 109 bis) è tornato alla gestione ANAS. Rimane dunque declassato a viabilità provinciale il tratto centrale della strada, da Lagonegro a Cosenza, che è affiancato dall'autostrada A2.

## Percorso

### Da Battipaglia a Lagonegro

La strada da Salerno a Lagonegro

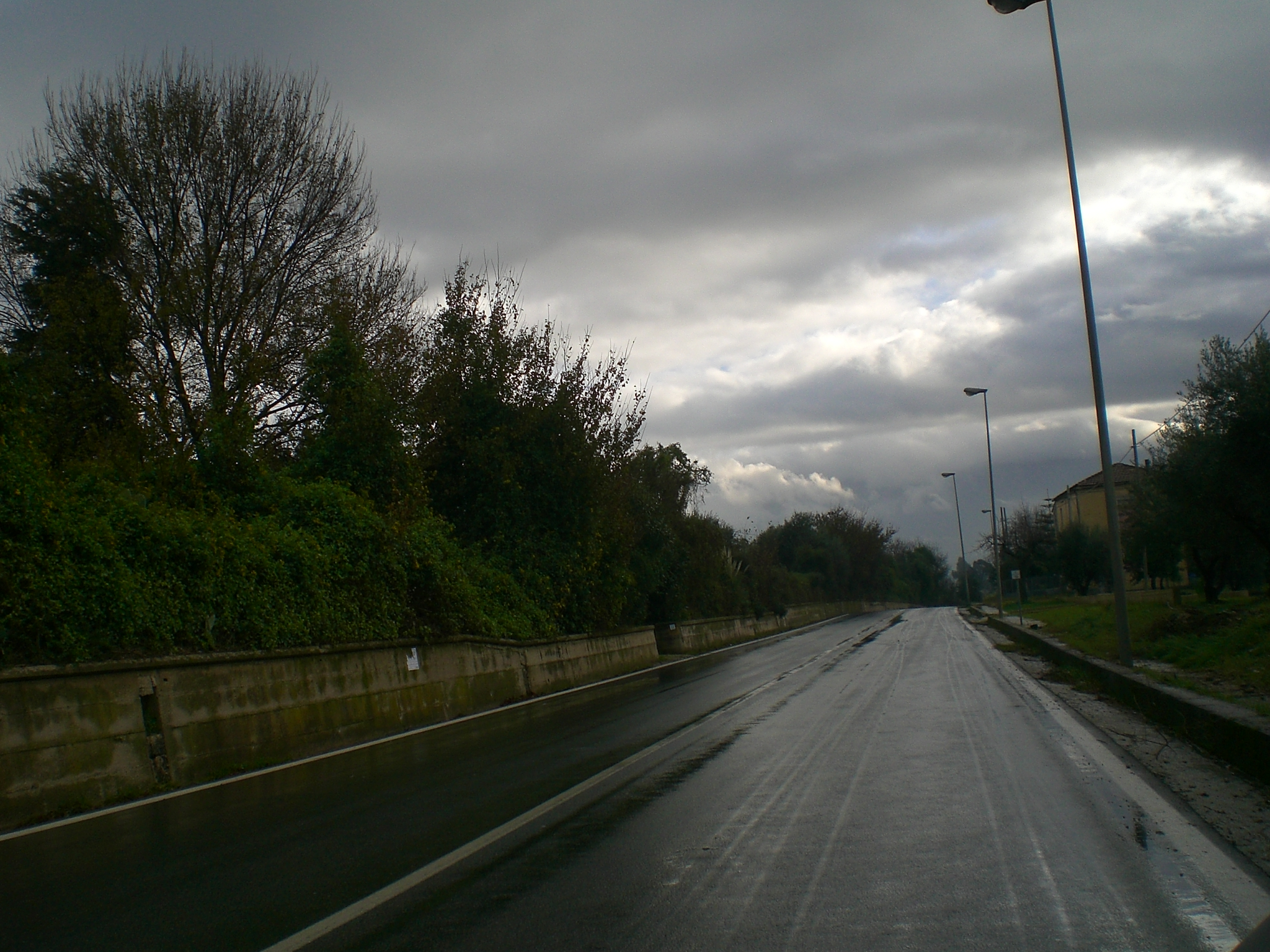
SS 19 in loc. Castrullo di Campagna

Inizia in provincia di Salerno, più esattamente all'innesto della SS18 Tirrena inferiore, risale la valle del Sele e Serre, costeggia il massiccio degli Alburni e s'inoltra nel Vallo di Diano, passando per Polla, Atena Lucana, Sala Consilina, Padula, Montesano Sulla Marcellana e Casalbuono. Entra in Basilicata, nella provincia di Potenza, risalendo il valico del Fortino, per terminare il tratto statale nel comune lucano di Lagonegro e allacciarsi, dopo 24,350 km dal confine regionale, alla SS585.

#### Tabella percorso
| delle Calabrie |                                                                       |         |      |           |
| Tipo           | Uscita                                                                | km      | Note | Provincia |
|                | Battipaglia                                                           | 0,0     |      | SA        |
|                | Eboli                                                                 | 5,3     |      | SA        |
|                | Loc. San Paolo (Campagna)                                             | 9,6     |      | SA        |
|                | Serre                                                                 | 20,5    |      | SA        |
|                | Scorzo (Sicignano degli Alburni)                                      | 29,2    |      | SA        |
|                | Zuppino (Sicignano degli Alburni)                                     | 30,7    |      | SA        |
|                | Auletta                                                               | 47,1    |      | SA        |
|                | Pertosa                                                               | 48,7    |      | SA        |
|                | Polla                                                                 | 56,3    |      | SA        |
|                | loc. Sant'Antuono (Polla)                                             | 60,6    |      | SA        |
|                | Atena Lucana Scalo (Atena Lucana) degli Alburni di Fondo Valle d'Agri | 64,0    |      | SA        |
|                | loc. Sant'Antonio (Sala Consilina)                                    | 71,1    |      | SA        |
|                | Sala Consilina                                                        | 72,8    |      | SA        |
|                | Trinità (Sala Consilina)                                              | 76,3    |      | SA        |
|                | loc. Caiazzano, loc. Voltacammino (Padula) Bussentina                 | 85,3    |      | SA        |
|                | Montesano Scalo (Montesano sulla Marcellana)                          | 87,0    |      | SA        |
|                | Casalbuono                                                            | 95,8    |      | SA        |
|                | loc. Fortino (Casaletto Spartano)                                     | 105,9   |      | SA        |
|                | Valico del Fortino (780 m slm) Confine Campania -Basilicata           | 106,070 |      | SA        |
|                | Casa cantoniera del Fortino                                           | 106,150 |      | SA        |
|                | Bivio Fondo Valle del Noce                                            | 109,600 |      | SA        |

## Diramazioni
- Strada statale 19 bis delle Calabrie
- Strada statale 19 ter Dorsale Aulettese
- Strada statale 19 quater delle Calabrie
- Strada statale 19 dir delle Calabrie

Una breve diramazione (SS 19 dir/B) di 0,300 chilometri è stata costruita dall'ANAS nel 1965 e data in gestione al comune di Catanzaro il 24 novembre 1967, prima di essere ufficialmente classificata.